# Oğuzhan Yazıcı
Oğuzhan Yazıcı (* 22. Oktober 1977 in Hattingen) ist ein deutscher Jurist und Politiker (CDU). Seit 2013 ist er Mitglied der Bremischen Bürgerschaft.

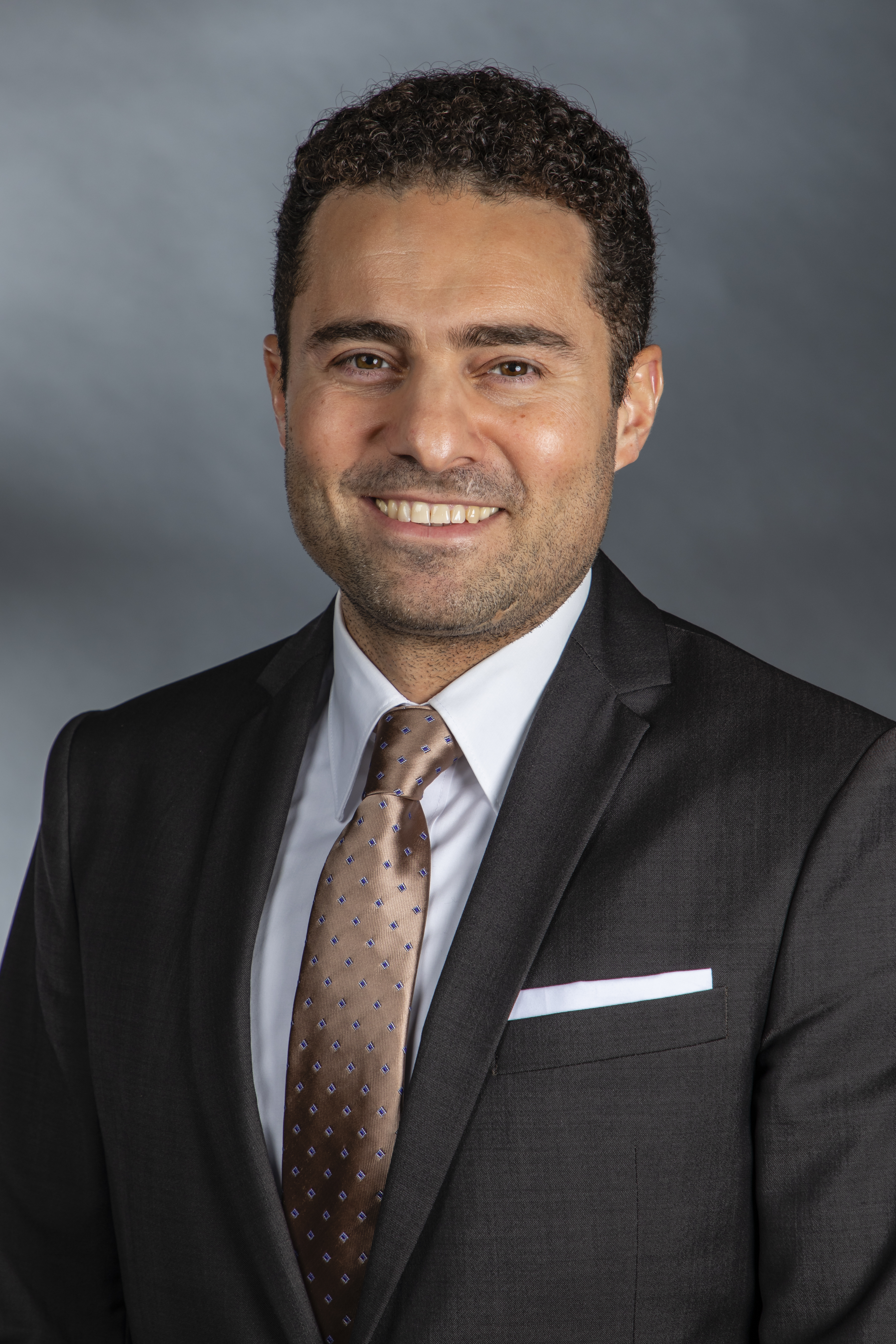
Oğuzhan Yazıcı, 2019

## Biografie

### Familie, Ausbildung und Beruf
Yazıcı ist Sohn türkischer Gastarbeiter. Er ist der erste türkeistämmige Abgeordnete der CDU Bremen. Nach der Geburt in Hattingen ist Yazıcı in Bremen zur Schule gegangen. Seine Geschwister sind in Bremen zur Welt gekommen. Er ist Vater von zwei Töchtern und lebt im Bremer Stadtteil Findorff.
Yazıcı studierte Rechtswissenschaften an der Philipps-Universität Marburg, an der Adelaide-Law School und an der Christian-Albrechts-Universität zu Kiel. 2005 legte er sein erstes Staatsexamen mit Prädikat ab und promovierte 2010 im Fach Strafrecht und Kriminologie in Bremen mit der Note summa cum laude zum Thema Gewalttätige Männlichkeitsinszenierungen türkischstämmiger Jugendlicher.
Er arbeitete von 2006 bis 2008 im Täter-Opfer-Ausgleich Bremen e. V. und leitete Konflikttrainingsseminare für Übungsleiter des Landessportbundes Bremen zum Thema „Gewalt auf dem Fußballplatz“. Er nahm an dem einjährigen, berufsbegleitenden Weiterbildungsprogramm des DBH-Bildungswerks teil und qualifizierte sich zum Mediator in Strafsachen. Von 2009 bis 2012 war Yazıcı als Rechtsreferendar am Hanseatischen Oberlandesgericht Bremen tätig, wo er zugleich im Ausbildungspersonalrat mitarbeitete. Seit 2016 arbeitet Yazıcı als Jurist im Verein Täter-Opfer-Ausgleich und leitet die Schlichtungsstelle in Hemelingen und das Schulprojekt-Ost. Er ist freiberuflicher Dozent für Gewaltprävention.

### Politik
Seit 2010 ist Yazıcı Mitglied der CDU Bremen. Er kandidierte als Quereinsteiger bei der Wahl am 22. Mai 2011 für die Bremische Bürgerschaft und verpasste den Einzug nur knapp. Seit 2011 ist er Beisitzer im CDU-Ortsverband Findorff und stellvertretender Stadtbezirksverbandsvorsitzender im Bremer Westen. Seit 2012 ist er stellvertretender Kreisvorsitzender Bremen Stadt und Landesvorsitzender des Deutsch-Türkisches Forums der CDU Bremen. Seit 2015 ist er Landesvorsitzender der Kommunalpolitischen Vereinigung der CDU Bremen und Mitglied des Landesvorstandes der CDU Bremen.
Durch die Wahl von Elisabeth Motschmann in den Deutschen Bundestag rückte er am 18. Oktober 2013 in die Bremische Bürgerschaft nach.
Bei den Wahlen zur 19. Bremischen Bürgerschaft am 10. Mai 2015 kandidierte Yazıcı auf Listenplatz 12 der CDU-Landesliste und wurde wiedergewählt. Mit 2444 Direktstimmen verbesserte er sein persönliches Ergebnis von 1317 Stimmen aus den letzten Bürgerschaftswahlen 2011 deutlich.
Bei der Wahl zur 20. Bremischen Bürgerschaft 2019 erzielte Yazıcı 3234 Personenstimmen und 2023 bei der Wahl zur 21. Bremischen Bürgerschaft 5839 Personenstimmen.
Er ist Fraktionssprecher für Recht, Justiz, Datenschutz und Informationsfreiheit. Stellvertretender Vorsitzender des Rechtsausschusses und Sprecher für Petitionen. Yazıcı ist Mitglied im Ausschuss Wissenschaft, Medien, Datenschutz und Informationsfreiheit. Er ist Mitglied des Richterwahlausschusses und im Ausschuss Vertrauensleute für die Wahl der ehrenamtlichen Richter des VG/OVG. Er ist Beiratsbetreuer in Findorff.
Er ist aktuell Sprecher für Bau und für Controlling und Beteiligungsmanagement der CDU-Fraktion.

### Sonstiges Engagement
- Seit 2015 ist Yazıcı Vertreter der Bundes-KPV im Netzwerk Integration der CDU Deutschlands.[7]
- Seit 2016 Landesvorsitzender des Türkischen Elternvereins in Bremen[8]
- Seit 2022 Mitglied im neu gegründeten Netzwerk Deutsche aus Russland und Aussiedler der CDU Deutschlands.